# Arsia Mons
Arsia Mons je štítová sopka na Marsu. Je nejjižnější ze tří vulkánů, které jsou společně známe pod názvem Tharsis Montes, která je situována do oblasti Tharsis nedaleko rovníku planety Mars na severní polokouli. Směrem na sever od vulkánu se nalézá Pavonis Mons a ještě dále severně je situována sopka Ascraeus Mons. Největší hora soustavy Olympus Mons je situován severozápadním směrem od vulkánu. Arsia Mons se nachází na souřadnicích 120° západní délky a 9° jižní šířky.

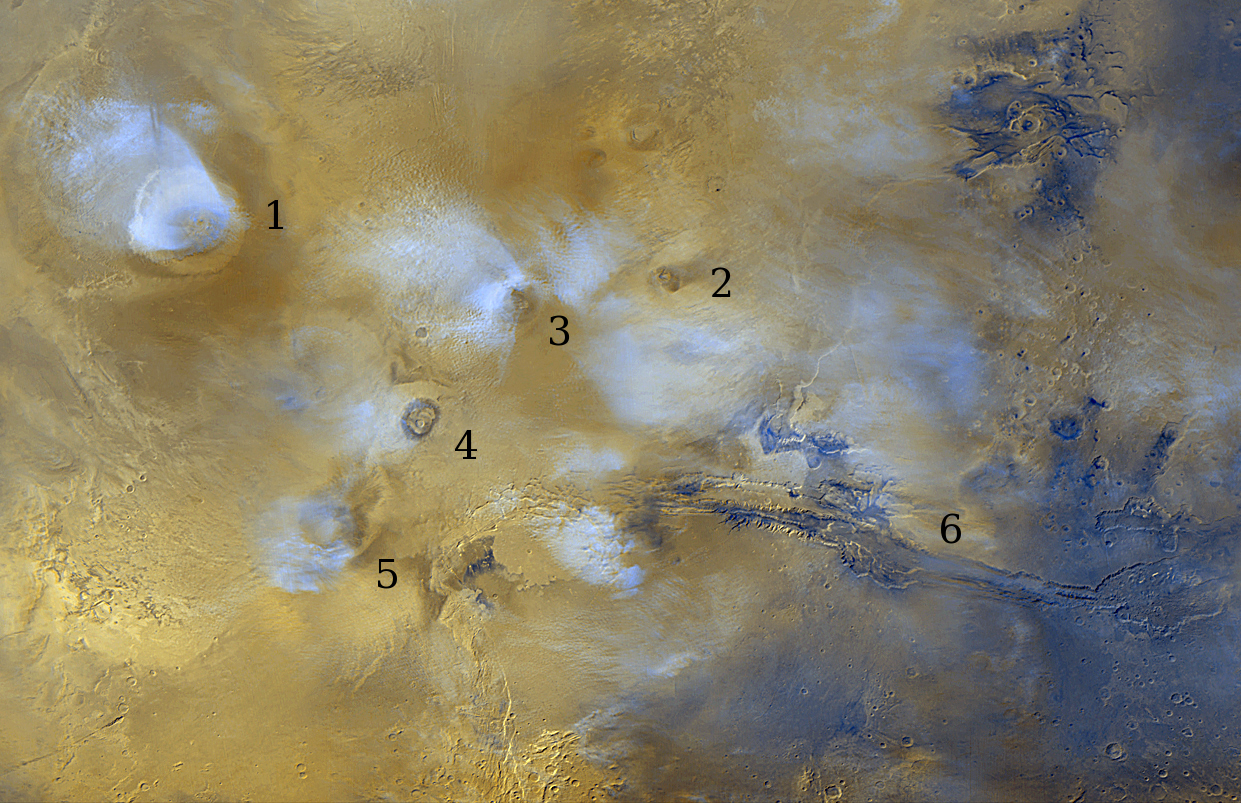
1. Olympus Mons
2. Tharsis Tholus
3. Ascraeus Mons
4. Pavonis Mons
5. Arsia Mons
6. Valles Marineris

Arsia Mons byla změřena na 9 km výšky vzhledem k okolnímu terénu a rozměr celého sopečného vulkánu byl stanoven na 350 km. Kaldera na vrcholu je přes 110 km široká (jiný zdroj uvádí 120 km) a je tedy větší než na sopkách Ascraeus Mons a Pavions Mons. Jedná se o druhou největší známou kalderu. Podobně jako u Olympus Mons bude i její složení odpovídat málo viskózním lávám typu Pahoe-hoe (bazické lávy). Na jedné straně sopky je možné pozorovat ztuhlý unikající výtok (lalok) lávy ze zhroucené stěny kaldery.
Na svahu sopky byla pozorována hluboká propast či jáma, která zasahuje minimálně 78 metrů pod povrch planety. Její původ je nejasný, ale předpokládá se, že je spojena s vulkanickou aktivitou.